# Городское поселение Талдом
Городско́е поселе́ние Та́лдом — упразднённое муниципальное образование (городское поселение) в бывшем Талдомском муниципальном районе Московской области. Было образовано в 2005 году. Включает 6 населённых пунктов, крупнейший из которых — город Талдом.
Руководитель территориального отделения - Зайцева Виктория Евгеньевна.

## География
Расположено в центральной части Талдомского района. На востоке граничит с городским поселением Северный, на юге — с сельским поселением Гуслевским, на западе — с сельским поселением Темповым, на севере — с сельским поселением Квашёнковским и Кимрским муниципальным районом Тверской области. Площадь территории муниципального образования — 4677 га.

## Население
Изменение численности населения по данным переписей и ежегодных оценок:
| 2006    | 2007    | 2008    | 2009    | 2010    | 2011    |
| ------- | ------- | ------- | ------- | ------- | ------- |
| 14 009  | ↘13 190 | ↘13 071 | ↘12 924 | ↗14 433 | ↘14 236 |
| 2012    | 2013    | 2014    | 2015    | 2016    | 2017    |
| →14 236 | ↘14 172 | ↘13 980 | ↘13 929 | ↘13 761 | ↘13 633 |
| 2018    |         |         |         |         |         |
| ↘13 416 |         |         |         |         |         |

## История

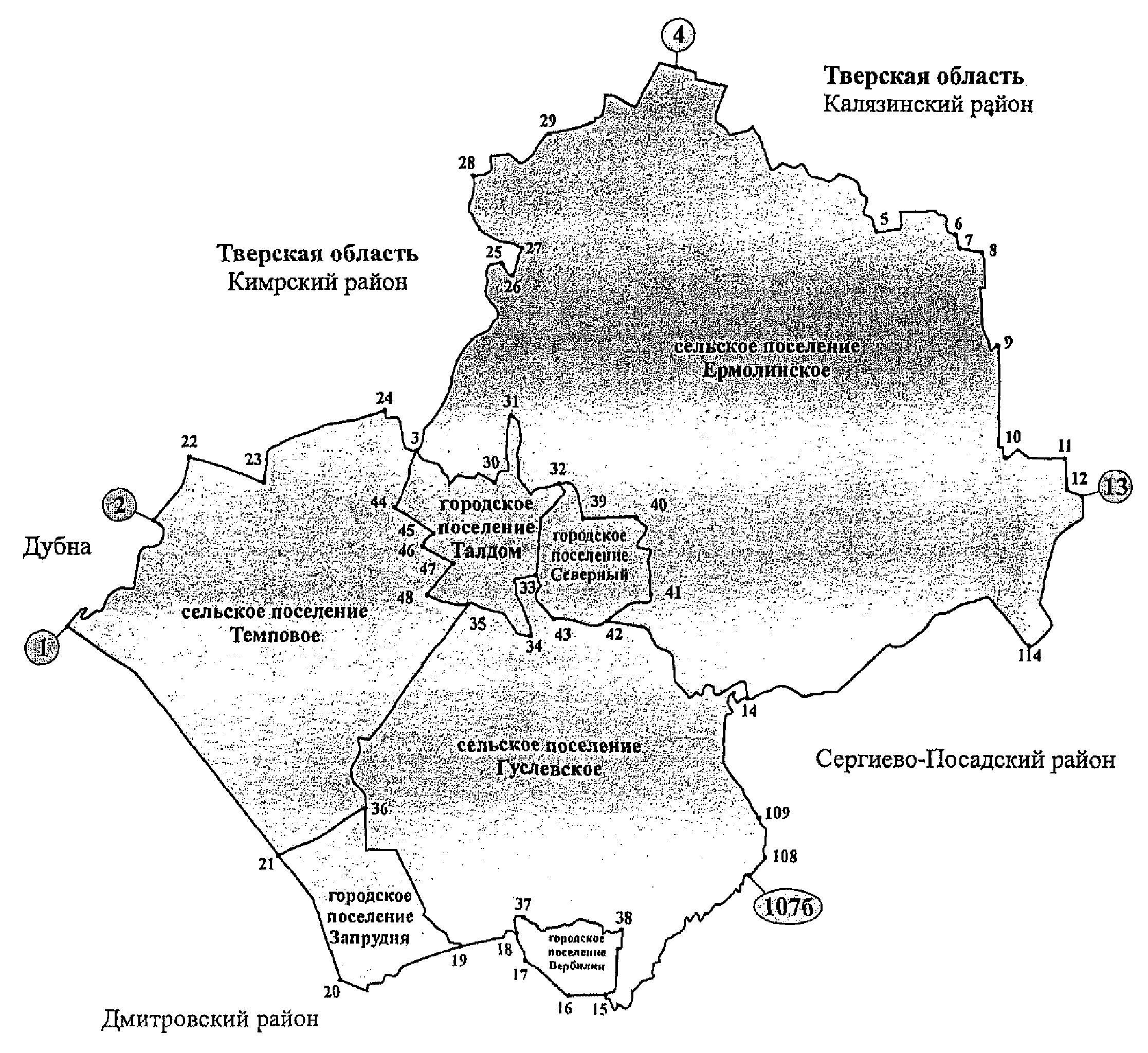
Городское поселение Талдом на карте Талдомского района. Карта 2005 года, до разделения Ермолинского поселения.

В ходе муниципальной реформы, проведённой после принятия федерального закона 2003 года «Об общих принципах организации местного самоуправления в Российской Федерации», в Московской области были сформированы городские и сельские поселения.
Городское поселение Талдом было образовано согласно закону Московской области от 15 февраля 2005 г. № 42/2005-ОЗ «О статусе и границах Талдомского муниципального района и вновь образованных в его составе муниципальных образований».
В состав городского поселения вошли город Талдом и ещё 5 сельских населённых пунктов Ахтимнеевского и Великодворского сельских округов. Старое деление на сельские округа было отменено позже, в 2006 году.

## Состав городского поселения
В состав городского поселения Талдом входят 6 населённых пунктов (1 город и 5 деревень):
| Вид     | Наименование | Население, (2010) | ОКАТО          | Бывшая административная единица |
| ------- | ------------ | ----------------- | -------------- | ------------------------------- |
| деревня | Ахтимнеево   | 258               | 46 254 831 001 | Ахтимнееский сельский округ     |
| деревня | Высочки      | 115               | 46 254 831 006 | Ахтимнееский сельский округ     |
| деревня | Дубровки     | 72                | 46 254 802 007 | Великодворский сельский округ   |
| деревня | Карачуново   | 70                | 46 254 831 003 | Ахтимнееский сельский округ     |
| деревня | Костино      | 99                | 46 254 831 005 | Ахтимнееский сельский округ     |
| город   | Талдом       | 16 940            | 46 254 501     |                                 |